# Dysdera charitonowi
Dysdera charitonowi este o specie de păianjeni din genul Dysdera, familia Dysderidae, descrisă de Mcheidze, 1979. Conform Catalogue of Life specia Dysdera charitonowi nu are subspecii cunoscute.